# Torrente 2: Misión en Marbella
Torrente 2: misión en Marbella es la segunda película dirigida por Santiago Segura, y producida por Juan Dakas. La película es la primera secuela (segunda entrega) de Torrente, el brazo tonto de la ley. Fue la película más taquillera de la historia del cine español, hasta ser superada por Los otros, y se convirtió en un acontecimiento en el año en que se estrenó, tanto por la espera como por la masiva publicidad al estilo Segura. Fue la película con mayor número de copias de vídeo vendidas, con una gran acogida popular pero no de la crítica, como se esperaba según el propio director.
La película se caracteriza por su gran cantidad de cameos desde showmans como Andreu Buenafuente a personajes de la farándula como Yola Berrocal.

## Argumento
Tres años después de haber trincado 50 millones a los traficantes de Mendoza, el antihéroe José Luis Torrente, estando en Marbella, pierde la fortuna que había obtenido en un casino. Entonces se vuelve autónomo y crea su propia empresa en un piso de alquiler: una especie de agencia de detective privado y agencia de seguridad privada. En ella se forman jóvenes vecinos de la Costa del Sol, de los cuales Torrente se aprovecha. Entre ellos está Cuco (Gabino Diego), un conocido "yonqui" al cual Torrente intenta enderezar.

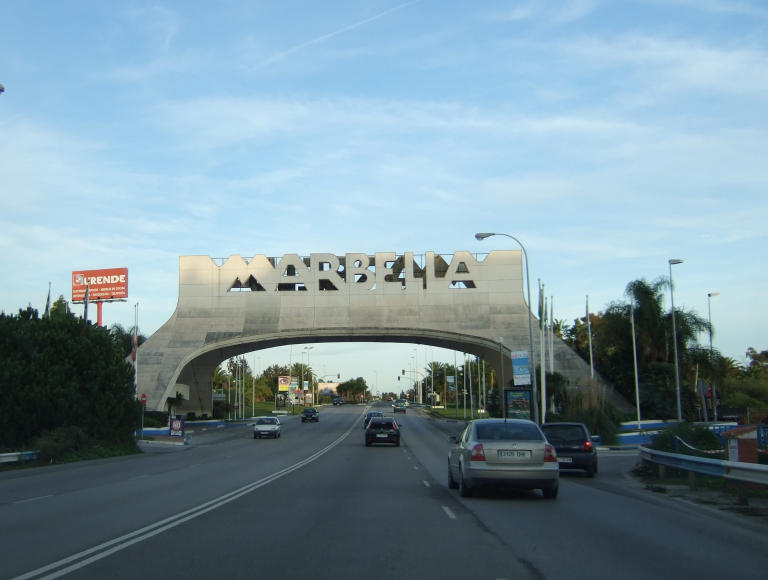
Arco de Marbella

Por accidente, vuelve a encontrarse en medio de una lucha entre criminales: un conocido terrorista llamado Spinelli (José Luis Moreno) trata de atentar contra Marbella con dos misiles de última generación si no le entregan 2.000 millones de pesetas para evitarlo; mientras, un reputado gerente de club, Mauricio Torrente (Tony LeBlanc) quiere sacar tajada del terrorista robándole el chip que teledirige los misiles. Entre ambos está Fabiano (Arturo Valls), un agente doble que al principio está en el grupo de Spinelli, pero que en realidad trabaja para Mauricio.
Una noche, mientras estaban investigando un caso de infidelidad, Cuco descubre a Fabiano, que había tenido un accidente de moto, y le roba el dinero y un pin del Atlético donde, casualmente, estaba el chip que era clave en los misiles. A partir de ese momento son perseguidos hasta que le entregan el pin (ignorando todo el asunto Torrente) a Mauricio, que le revela después que es su verdadero padre (Felipe era el hermano gemelo de Mauricio y tío de Torrente). José Luis y Cuco acaban en el barco privado de Spinelli donde planea armar los misiles apuntando hacia Marbella; pero aparece Mauricio para vengarse porque el terrorista no le había pagado lo convenido por el chip. En ese momento crítico, Torrente apunta los misiles hacia Gibraltar y, junto a Cuco, abandona el barco, donde mueren Mauricio y Spinelli porque uno de los misiles se había quedado encallado en el barco y había detonado en el mismo. Al final, Torrente vuelve a ser readmitido en el Cuerpo Nacional de Policía.

## Reparto

### Reparto principal
- Santiago Segura interpreta a Torrente.
- Gabino Diego interpreta a Cuco.
- Tony Leblanc interpreta a Mauricio Torrente.
- José Luis Moreno interpreta a Spinelli.
- e Inés Sastre interpreta a Bella Cantante.

#### Con la colaboración especial de
- José Luis López Vázquez interpreta a Guijarro.
- Arturo Valls interpreta a Fabiano.
- Juanito Navarro interpreta a Alcalde de Marbella.
- Eloi Yebra interpreta a Gayolo.
- Rosanna Walls interpreta a Robertson.
- Carolina Bona interpreta a Lolita.
- Paloma Cela interpreta a Casera.

### Apariciones Especiales
- Señor Barragán interpreta a Manuel Barragán.
- Damián Ramos interpreta a Primo de Cuco.
- Francisco Aguilar interpreta a Quini.
- Gilen Xabier interpreta a Seguridad Hotel.

## La saga
- Torrente, el brazo tonto de la ley (1997). Dirigida por Santiago Segura.
- Torrente 2: misión en Marbella (2000). Dirigida por Santiago Segura.
- Torrente 3: el protector (2005). Dirigida por Santiago Segura.
- Torrente 4: Lethal Crisis (Crisis Letal) (2010). Dirigida por Santiago Segura.
- Torrente 5: Operación Eurovegas (2014). Dirigida por Santiago Segura.